# 朗黑鎮區 (明尼蘇達州波普縣)
朗黑鎮區（英語：Langhei Township）是位於美國明尼蘇達州波普縣的一個行政鎮區。

## 地方資料
朗黑鎮區的面積為93.28平方千米，當中陸地面積為91.68平方千米，而水域面積為1.60平方千米。根據2020年美國人口普查的數據，當地共有人口171人，而人口密度為每平方千米1.83人。